# Dublin Zoo
Dublin Zoo (irsk: Zú Bhaile Átha Cliath), er en zoologisk have, der ligger i Phoenix Park i Dublin, Irland, og det er blandt de mest populære attraktioner i Dublin. Den blev etableret og designet i 1830 af Decimus Burton, og åbnede året efter. I dag fokuserer haven på bevaringsprojekter, avlsprogrammer og øget bevidsthed om dyr.
Den dækker 28 ha af Phoenix Park, og den er opdelt i forskellige habitater der i juli 2022 inkluderede Himalayan Hills, Wolves in the Woods, the African Savanna, Kaziranga Forest Trail, South American House, Zoorassic World, Gorilla Rainforest, Orangutan Forest, Sea Lion Cove og Family Farm. Dublin Zoo har omkring 400 dyr fordelt på omkring 100 forskellige arter, og parken har årligt omkring 1 mio. besøgende.

## Historie

### 19. århundrede
Den Kongelige Zoologiske Selskab i Dublin blev grundlagt under et møde på Rotunda Hospitalet den 10. maj 1830, og haven, som dengang blev kaldt Den Zoologiske Have i Dublin, åbnede til offentligheden den 1. september 1831. Dyrene – 46 pattedyr og 72 fugle – blev doneret af London Zoo og den kongelige Menageri i Londons Tårn.
Oprindeligt kostede entréen én shilling. Noget, der gjorde Dublin Zoo særlig i forhold til andre samtids-zoologiske haver, var beslutningen om at nedsætte prisen til en penny om søndagen. Denne beslutning gjorde haven populær blandt byens fattigere befolkning.
I 1833 blev det oprindelige indgangshus i cottage-stil bygget til en pris af £30, og i de tidlige år blev det også brugt som bolig for personale. Bygningen med stråtag kan stadig ses til højre for den nuværende hovedindgang. I 1838, i anledning af kroningen af Dronning Victoria, blev der afholdt en åben dag, som tiltrak 20.000 besøgende – stadig en rekord i dag for et éndagsbesøg.
I 1844 ankom den første Giraf til haven, og i 1855 blev det første Løvepar købt, som i 1857 fik unger. Efter at have forladt embedet besøgte den tidligere amerikanske præsident Ulysses S. Grant Dublin Zoo for at se de berømte løver. I 1876 fik krybdyrene deres egen bygning, og i 1898 åbnede de første tehuse.

### 20. århundrede
Under Påskeopstanden i 1916 blev Jack, søn af zoo-medarbejderen Christopher Flood, i haven sammen med to andre unge dyrepassere for at tage sig af dyrene, på trods af fødevaremangel. Han døde kort efter af den spanske syge i en ung alder.
Den 9. juni 1903 dræbte en Elefant ved navn Sita sin dyrepasser, mens han plejede hendes ømme fod. Hun blev derefter aflivet af medlemmer af Det Kongelige Irske Politi. Krigstider og uro skabte generelt store udfordringer for haven. Under Påskeopstanden løb haven tør for kød, hvilket førte til, at nogle dyr blev ofret for at fodre rovdyrene. En løve ved navn Slats blev født i Dublin Zoo den 20. marts 1919 og blev senere en af de mange løver brugt af Metro-Goldwyn-Mayer (MGM) som maskotten Leo.
I årene 1989–1990 blev zooens økonomiske situation så kritisk, at byrådet overvejede at lukke den. Staten trådte dog til med en årlig støtte, svarende til praksis i andre europæiske lande. I 1997 blev 13 hektar (32 acres) jord omkring søen ved Áras an Uachtaráin tilføjet, hvilket forbedrede pladsforholdene betydeligt.

### 21. århundrede
I 2002 døde en 28-årig flodhest ved navn Linda, efter at en besøgende kastede en tennisbold, som satte sig fast i hendes tarmsystem.
Et Isbjørnepar, Ootec og Spunky, blev i starten af 1980'erne flyttet fra Winnipeg Zoo til Dublin Zoo, hvor de levede under trange forhold indtil ca. 1998, da et nyt anlæg blev opført. I 2003 blev det rapporteret, at Spunky viste tegn på stress, idet hun ikke kunne trække sig væk fra Ootec. Dette resulterede i konstant vandren, som bekymrede personale og direktør Leo Ooterweghel. Begge isbjørne blev derefter flyttet til Sóstó Zoo i Ungarn, hvor de fik mulighed for at opholde sig både sammen og hver for sig. Sligo-bandet Those Nervous Animals skrev i 2003 en sang om Spunky med titlen "The Polar Bear".
I 2005 blev Kaziranga Forest Trail åbnet, som i dag huser elleve asiatiske elefanter: Bernhardine, Yasmin, Asha og Anak som de voksne hunner, Kavi, Ashoka og Samiya som unge kalve, samt de nyeste: Zinda, Avani, Kabir og Sanjay.
I 2009 blev den afrikanske savanne åbnet i sektionen Afrikanske Sletter, som nu huser blandt andet giraffer, zebraer, strudse, sabelantiloper og sydlige hvide næsehorn.
I 2010 havde Dublin Zoo 963.053 besøgende. I 2015 blev haven den tredje mest besøgte attraktion i Irland med 1.105.005 gæster. Samme år døde den elskede sølvryggede Vestlig lavlandsgorilla Harry, som havde bidraget væsentligt til artens bevarelse.
TV-dokumentarserien The Zoo produceret af Moondance Productions blev optaget næsten udelukkende i Dublin Zoo og sendt første gang på TV3 i 2010, før den flyttede til RTÉ One i 2011. Serien er også sendt på VRT i Belgien siden 2011 og på Discovery Animal Planet i Storbritannien siden 2012.
I november 2020, under COVID-19-pandemien, donerede offentligheden over 2 millioner euro på blot to dage for at støtte haven.
I Seanad Éireann i juli 2022 fremlagde Annie Hoey anklager fra whistleblowere om mishandling af døende dyr siden 2016, herunder Harry Gorillaen, samt rapporter om bortkomst eller flugt af to Celebes kamakakier, en Hvidkravet mangabej og en Citronkakadu siden 2019. Zooen udtalte, at de "kraftigt afviser" anklagerne.